# Sint-Barbarabeeld (Wijnandsrade)
Het Sint-Barbarabeeld is een standbeeld in het dorp Wijnandsrade in de Nederlandse gemeente Beekdaelen. Het beeld staat in een klein plantsoen op de hoek van de Hellebroekerweg met de Stephanusstraat en de Van Bongardstraat midden in het dorp.
Het beeld is opgedragen aan de heilige Barbara van Nicomedië, de beschermheilige van mijnwerkers.

## Geschiedenis
Met de ontginning van de steenkolenlagen van het Zuid-Limburgs steenkoolbekken werden er van heide en ver mensen aangetrokken om te werken in de steenkolenmijnen die verspreid over Limburg gehuisvest werden.
In 1963 werd het standbeeld opgericht van de hand van beeldhouwer Paul Driessen op initiatief van de Nederlandse Katholieke Mijnwerkersbond. Om het beeld te bekostigen werd er een fancy fair en een loterij georganiseerd. De gemeente stelde de grond ter beschikking. Het beeld is de eerste professionele opdracht die Paul Driessen in zijn loopbaan als kunstenaar kreeg. 

## Standbeeld
Het standbeeld staat op een sokkel met hierop aan de voorzijde een reliëf aangebracht dat een boer met paard, een ploeg en een korenaar toont, verwijzend naar de agrarische gemeenschap van Wijnandsrade in die tijd. Aan de zijkant is er een tekst aangebracht:

ST. BARBARA
Patrones van de mijnwerkers

Op het voetstuk staat het standbeeld dat uitgehouwen is in Franse kalksteen. Het beeld toont de heilige als jonge vrouw, terwijl zij een kroon draagt en een palmtak (symbool voor martelaren) en een kelk (met ingekerfd kruisje) vasthoudt. Bij haar linkervoet is een koeltoren en een schachtbok aangebracht, verwijzend naar de kolenmijnen.